# えんじぇる・まじっく
『えんじぇる・まじっく』は、あゆみゆいによる日本の漫画作品、およびそれを表題作とした漫画短編集。
『なかよし』（講談社）1991年1月号に掲載された。単行本は同社の講談社コミックスなかよしより刊行。

## 書誌情報
- あゆみゆい 『えんじぇる・まじっく』 講談社〈講談社コミックスなかよし〉、1991年6月6日第1刷発行、ISBN 4-06-178689-X
  - 表題作のほか、「一瞬のなかのあいつ」「ステキにKISSして」「少女の童話」「あじさい色のシーン」の読み切り4作品が同時収録されている。